# Étang des Redouneilles des vaches
L'étang des Redouneilles des vaches est un petit étang des Pyrénées françaises, situé en Ariège, dans la vallée de Siguer à 2 127 mètres  d'altitude, entre l'étang de Peyregrand et le pic des Redouneilles (2 485 m).

## Géographie
D'origine glaciaire, L'étang se trouve à l'est du pic des Redouneilles, sur le territoire de la commune de Siguer.
Au sud-ouest, séparé par une arête rocheuse, se trouve l'étang des Redouneilles des brebis.
Au Nord-Ouest, séparé par la crête rocheuse constituée par les pics de Cancel (2 421 m) et de Neych (2 408 m), se trouve le cirque lacustre des étangs de Neych.

## Voies d'accès
Depuis le parking de Bouychet, emprunter au sud le GRT 65 puis passer les trois passerelles; à la 3e prendre à gauche, aller en direction de Brouquenat (attention pas de panneaux); suivre le ruisseau puis passer Brouquenat au pont de Gespedière direction Peyregrand. A l'entrée de Peyregrand, prendre à droite, le sentier assez bien marqué permet d'arriver à l'étang des Redouneilles des vaches, au fond duquel il est possible monter directement à l'étang des Redouneilles des brebis.